# Marcelino Bolivar
Marcelino Bolivar, född den 14 juli 1964 i Ciudad Bolívar, Venezuela, är en venezuelansk boxare som tog OS-brons i lätt flugviktsboxning 1984 i Los Angeles. I semifinalen förlorade Bolivar mot Paul Gonzales från USA med 0-5.